# فيهين فيسبادن
نادي فيهين فيسبادن الرياضي (بالألمانية: SV Wehen 1926 Taunusstein e.V.) نادي كرة قدم ألماني يلعب في دوري الدرجة الثالثة. تم تأسيس النادي في سنة 1926.
تم تعليق أعمال النادي من قبل الحزب النازي الحاكم عام 1933 لكن فريق كرة القدم في النادي كان يلعب بعض المباريات الودية حتى عام 1939. وقد اعاد النادي هيكلته عام 1946 بعد الحرب العالمية الثانية. كان النادي يمتلك فريق أساسي واخر رديف منذ نشأته. وكان الفريق الأساسي ينافس في دوري الهواة المحترفين المحلي. تم تشكيل أول فريق للشباب في النادي عام 1955 وتم أخذ قسم من هؤلاء الشباب المتميزين لتطعيم الفريق الأساسي. في منتصف السبعينيات توسع قسم الشباب في النادي ليشمل 10 فرق وكان عدد اللاعبين يفوق 150 لاعبا. تم تشكيل الفريق النسوي عام 1984.